# 1920 en Norvège
Chronologie de la Norvège
- 1916
- 1917
- 1918
- 1919
- 1920
- 1921
- 1922
- 1923
- 1924

Cet article présente les faits marquants de l'année 1920 en Norvège ou relatifs à la Norvège.

## Gouvernance
- Haakon VII est roi de Norvège.
- Gunnar Knudsen dirige le Gouvernement Knudsen II jusqu'au 21 juin puis Otto Bahr Halvorsen lui succède et forme le nouveau gouvernement .

## Événements
- Le svalbard passe sous souveraineté Norvégienne[1].
- Le Prix Nobel de la paix est décerné à Léon Bourgeois.

## Sport
- La Norvège participe aux Jeux olympiques d'été de 1920 à Anvers. 194 athlètes norvégiens, 188 hommes et 6 femmes, ont participé à 72 compétitions dans 16 sports. Ils y ont obtenu 31 médailles : 13 d'or, 9 d'argent et 9 de bronze.

## Naissances
- La fécondité est élevée à cette époque en Norvège. On compte entre 5 et 6 enfants par femme[2]. La neutralité de la Norvège pendant le premier conflit mondial ne permet pas d'évoquer la guerre comme explication; mais la grippe espagnole et une des raisons invoquée[3].
- Naissance en Norvège en 1922

## Décès
- Décès en Norvège en 1922